# It's Goin' Down
«It's Goin' Down» —en español: «Está bajando»— es un sencillo del grupo de turntablists The X-Ecutioners, en el que colaboraron Mike Shinoda, Rob Bourdon, Joseph Hahn y Wayne Static. Aparece en el álbum debut de X-Ecutioners, Built From Scratch, en el año 2002. 
Aunque la canción está ligada a los X-Ecutioners, fue escrita y representada básicamente por Mike Shinoda y Joseph Hahn, del grupo Linkin Park. La producción de It's Goin Down corrió a cargo también de Shinoda. La canción incluye samples de las canciones "Year 2000" de Xzibit y de "Step Up" y "Dedicated", ambas demos de Linkin Park. Durante la canción, mediante los scratching del DJ, podemos escuchar claramente la frase "X-Men 'bout to blast off worldwide", en referencia al nombre original con el que empezaron X-Ecutioners, X-Men, y que se vieron obligados a cambiar ya que tuvieron problemas con el copyright.
"It's Goin' Down" alcanzó el número 7 del UK Singles y el 28 en Australia. En USA, llegó a alcanzar el puesto 85 en el Billboard Hot 100, el 13 en el Hot Modern Rock Tracks y el 29 en el Hot Mainstream Rock Tracks.
Los samples que utilizan de Linkin Park hasta en dos ocasiones, son utilizados durante la introducción. Primero se escucha "Watch them flee/Hip hop heads", sacadas de la canción "Dedicated" y después a Hahn diciendo "You do it like this", sacado de la canción "Step Up".
Linkin Park tocaba "It's Goin' Down" con bastante frecuencia entre 2002 y 2004. También colaboraron con Snoop Dogg en una actuación en la que cantaron algunos versos de la canción "Gin and Juice".

## Video musical
En el video musical de "It's Goin' Down" también aparecen Rob Bourdon de Linkin Park a la batería, Dave Farrell en el bajo, y el guitarrista de Static-X, Wayne Static, a pesar de que no participaron en la grabación de la canción. El guitarrista de Linkin Park Brad Delson y el cantante Chester Bennington aparecen fugazmente, así como otros famosos cantantes.
"It's Goin' Down" también tiene varios efectos de cámara, como por ejemplo Shinoda saliendo por un lado de la pantalla y apareciendo inmediatamente por el otro. Además golpea repetidamente a la cámara por un lado, causando un efecto de vibración al impactar.

## Lista de canciones

### Versión de The X-Ecutioners
CD
1. «It's Goin' Down» - 4:09
2. «X-Ecution of a Bum Rush» (explícito) - 2:58
3. «Play That Beat» (Lo Fidelity Allstars remix) (explícito) - 4:22

Vinilo
Cara A
1. «It's Goin' Down» (radio edit) - 3:32
2. «It's Goin' Down» (instrumental) - 4:09

Cara B
1. «The X-Ecutioners» (Theme) Song - Incluyendo a Dan the Automator (explícito) - 3:18
2. «It's Goin' Down» (Scratchapella) - 2:13

### Versión de Linkin Park
1. «It's Goin' Down» - 4:09

## Posicionamiento en listas
| País           | Lista (2002)           | Mejor posición |
| -------------- | ---------------------- | -------------- |
| Alemania       | Media Control Charts   | 56             |
| Australia      | ARIA Singles Chart     | 28             |
| Estados Unidos | Billboard Hot 100      | 85             |
| Estados Unidos | Modern Rock Tracks     | 13             |
| Estados Unidos | Mainstream Rock Tracks | 29             |
| Países Bajos   | Mega Single Top 100    | 82             |
| Reino Unido    | UK Singles Chart       | 7              |
| Suiza          | Schweizer Hitparade    | 69             |